# Brachyhypopomus beebei
Brachyhypopomus beebei és una espècie del gènere de peixos elèctrics d'aigua dolça Brachyhypopomus. Pertany a la família dels Hipopòmides i a l'ordre dels Gimnotiformes. Es distribueix en aigües temperades i càlides de les aigües septentrionals i centrals d'Amèrica del Sud. Els espècimens poden arribar a fer 35 cm de llarg.

## Taxonomia
L'espècie va ser descrita per primera vegada l'any 1944 per l'ictiòleg Leonard Peter Schultz.

## Distribució i hàbitat
Aquesta espècie es distribueix des dels drenatges atlàntics de les Guaianes fins a la conca de la Plata, tot passant per l'Amazònia.
Habita en aigües de clima tropical i subtropical i amb vegetació flotant, i s'alimenta d'insectes i petits crustacis.